# Fizetség (novella)
A Fizetség (Paycheck) Philip K. Dick egyik novellája, amelyet 1952-ben írt, majd az Imagination magazin 1953. júliusi számában jelent meg. Magyarul a Lenn a sivár Földön című novelláskötetben olvasható.
Ez a történet szolgált alapjául John Woo 2003-as filmjének, amely nálunk A felejtés bére címen került a mozikba, és amelyben Ben Affleck és Uma Thurman alakítják a főszereplőket.
|  | Alább a cselekmény részletei következnek! |

## Történet
Jennings elektroműszerész legutolsó emlékei két évvel korábbról valók. Utolsó emlékei közé tartozik, hogy elvállalt egy munkát Earl Rethricktől ötvenezer kreditért, amelynek szerződési feltételei közt volt, hogy feladata végeztével kitörölnek a memóriájából a munkára vonatkozó minden adatot. Ez a feltétel kicsit ugyan mindig zavarta, de ötvenezer kredit nagy pénz, így belement a dologba. Annál jobban meglepődik, amikor a saját maga által kezdeményezett szerződésmódosítás (aminek emlékét szintén törölték az agyából) szerint az összeg helyett hét értéktelen kacatot kap: egy kódkulcsot, egy használt jegyszelvényt, egy darabka összetekert fémhuzalt, egy törött pókerzsetont, egy letéti cédulát, egy közlekedési tantuszt és egy koszos zöld rongyot.
Nem sok ideje marad azonban a bánkódásra, ugyanis miután kilép az ajtón, a Milícia elfogja, és faggatni kezdi a telepről, ahol dolgozott és a gépekről, amiket tervezett. Ő természetesen nem emlékszik semmire, úgyhogy berakják a gondolába, és a központba viteléről vitatkoznak. Jennings úgy dönt, nem kér az elmeszondából, úgyhogy a gondola mágneses zárát a dróttal kijátszva kiugrik a gondolából, és felpattan egy arrafelé hajtó buszra. Hogy ne szállítsák le a buszról, a közlekedési érmét használja. Jenningsnek derengeni kezd, hogy ezzel a marék kacattal többet ért el, mintha az ötvenezer kreditet kapta volna. Honnan tudta előre, hogy mire lesz szüksége? Talán csak véletlen volt? Így hát alaposabban szemügyre veszi a tárgyakat. A letéti cédula láttán összerándul a gyomra és szíve úgy ver, mint a nagyharang: a csomagot csak két nap múlva fogják leadni. Talán a jövőbe látott? A tépett, pecsétes jegyet az Iowa állambeli Stuartsville-ben Portola-színházában használták, ezért odautazik.
Stuartsville-ben munkakeresés ürügyén kérdezgeti a helyieket az ottani gyárakról. Bár gyárakat nem talál, hall egy telepről, ami a helyiek szerint valamilyen háborús célt szolgálhat, mert acélból van a kerítése, fegyveres őrök védik, éjjel-nappal folyik a munka és a munkásokra azonosító szalagot kötnek. Jenningsnek eszébe jut a rongydarab, amit kapott a csomagban. Mivel kezd veszélyessé válni az ügy, Jenningsnek segítségre van szüksége, ezért hazautazik és ráveszi Kellyt, Rethrick titkárnőjét, hogy segítsen neki bizonyítékot szerezni a Rethrick cégről. Jennings így remél biztos pozíciót szerezni a cégnél, hogy az megvédje őt a Milíciától.
Mindketten visszatérnek Stuartsville-be, ahol Jennings a zöld karszalagot felhasználva egy csoport napszámos közé keveredve bejut a telepre. Útjuk a nagy szerelőcsarnokon keresztül vezet, ahol Jennings felismeri az időtükröt, amivel a jövőbe lehet látni, és az időfogót, amivel tárgyakat lehet elhozni a jövőből. Bámészkodása közben gyanús lesz az egyik munkavezetőnek és mivel nem tudná magát igazolni, menekülni kezd. Menekülés közben készít néhány képet az időtükörről, és felmarkol pár dokumentációt, végül elér az egyik kijárathoz. Borisszal, a fegyverével kényszeríti a tejfelesszájú őröket arra, hogy nyissák ki, azonban nekik nincs hozzá kulcsuk. Ekkor jut eszébe a „megörökölt” kulcs, amivel sikeresen kinyitja az ajtót, majd a kint álló őröket is lefegyverezi. A külső kapu közelében ér ki a felszínre és a lövöldözés közben sikerül elszaladnia az erdőben. A képeket odaadja Kellynek, amiket ő később, már New Yorkban  berak egy csomagmegőrzőbe. Külön utakon, mindketten hazatérnek, majd éjszaka Jennings meglátogatja Kellyt. Onnan hazafelé menet azonban milicisták szegődnek a nyomába, mert éppen kijárási tilalom van érvényben, ezért egy luxus-szállodába menekül. Innen két őr próbálja meg kidobni, de Jennings rájön, hogy ez egy álcázott játékbarlang, fekete lyuk. Szól az egyik őrnek, hogy ott van a zsebében a „jegy”, aki kiveszi a törött pókerzsetont, és a saját fele mellé illeszti. Beengedik a kaszinóba, ahová a fegyveresek nem mernek utánajönni.
Másnap beszél Rethrickkel, akinek elmondja, hogy ő tört be előző nap a gyárba. Rethrick ezt nem tudta idáig, mivel Jennings korábban tönkretette az időfogót, mielőtt letelt volna a 21 hónapnyi munkaideje. Megzsarolja Rethricket azzal, hogy ha nem veszi maga mellé a gyár irányításában, akkor eljuttatja a Milíciának a felvételeket. Nem számol azonban azzal, hogy Kelly valójában Rethrick lánya, így semmire sem megy azzal, hogy nála van a csomag. Mindettől függetlenül azonban visszavenné és vissza is hívja Jenningset, akár egész életére – de csak technikusként – hiszen amióta a cég létezik, ő volt az egyetlen, aki képes volt a gépet fejleszteni. Majd magyarázatul elmeséli a cég történetét, amit az apja alapított és elbeszélését egy bolsevik hitvallásnak is beillő kiáltvánnyal zárja. Jennings nagyon csalódott és lepillantva az utcára, ahol már gyülekeznek a milicisták, már csaknem rábólint, hogy elfogadja a technikusi állást, amikor eszébe jut utolsó kacatja, a letéti cédula. Apjának és lányának legnagyobb megrökönyödésére Jennings megmutatja nekik a papírt, amire – ezúttal Jennings megdöbbenésére – Kelly is felmutatja a sajátját. Ebben a pillanatban azonban a semmiből megjelenik az időfogó karja és a múltbéli Jennings elveszi Kellytől ugyanazt a cetlit. A történetet Jennings bölcselkedése zárja, ahol kifejti, hogy hárman, vagy esetleg további, leendő családtagok bevonásával együtt fogják továbbvinni a céget, hogy az készen álljon a forradalomra és amint szükség lesz rá, a megfelelő időben majd eszközökkel és fegyverekkel segítse a forradalmárokat.

## Háttér
Dick – a szerzői jegyzet szerint – azt akarta érzékeltetni ezzel a novellával, hogy bizonyos tárgyak, értéktelen kacatok néha sokkal többet érhetnek, sokkal hasznosabbnak bizonyulhatnak, mint mondjuk a pénz. Főleg, ha egy időutazó okosan tudja használni azokat.